# Mendener Kreuztracht

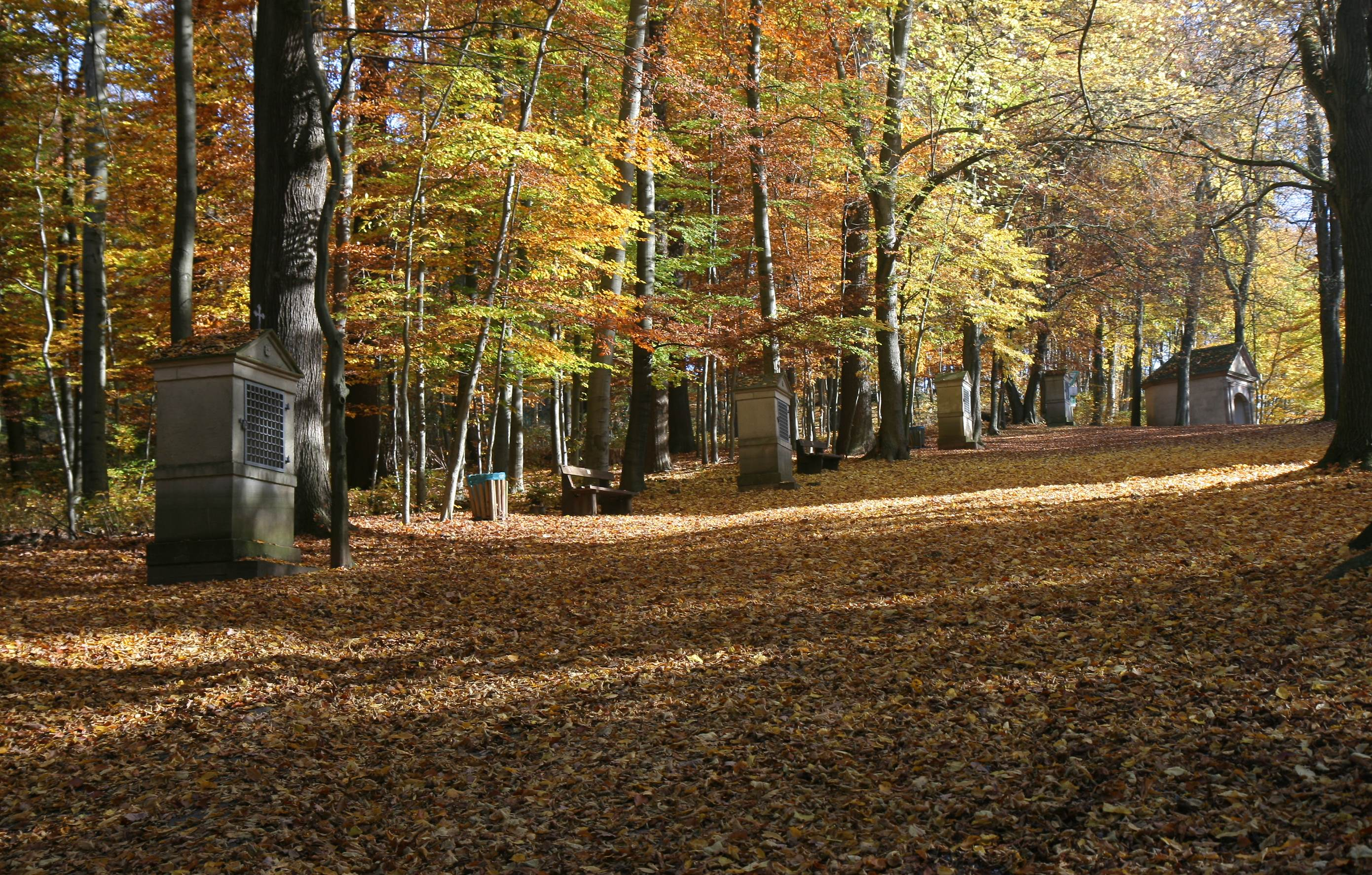
Kreuzweg auf dem Rodenberg

Die Mendener Kreuztracht (von „Kreuz tragen“) ist ein prozessionales Umhertragen eines Gnadenbildes in Form eines Kreuzes auf dem Kreuzweg auf dem Rodenberg in Menden (Sauerland).

## Geschichte
Kreuztrachten wurden in Norddeutschland im Zuge der Gegenreformation eingeführt.
Die ersten Hinweise auf zunächst noch private Abendwallfahrten zur Heilig-Kreuz-Kapelle auf dem Rodenberg in Menden sind aus der zweiten Hälfte des 18. Jahrhunderts überliefert. Es entwickelte sich der Brauch zusätzlich die Fußfallstationen in der Karwoche zu besuchen. Die „Hollmannsche Chronik“ erwähnt, dass im Jahre 1792 die Karfreitagsprozession wegen der schlechten Witterungsverhältnisse nicht abgehalten werden konnte, „welches bei altem Menschen Gedenken niemals geschehen ist.“ Gegen Ende des 18. Jahrhunderts kamen alljährlich am Karfreitag bereits so viele fromme Beter zur Kreuzkapelle auf dem Rodenberg, dass der Mendener Pfarrer und Erzpriester Johannes Eberhard Zumbroich sich gezwungen sah, eine Prozessionsordnung zu erlassen, da er offensichtlich mit der äußeren Form, in der die Prozession ihren Ablauf nahm, nicht einverstanden war.
Damit hatte die Mendener Kreuztracht die Gestalt erhalten, die sie mit geringfügigen Änderungen bis in heutige Zeit behalten hat.

## Legende
Es gibt die Legende, dass der Brauch auf ein Gelübde zurückgeht. Es wird erzählt, dass die pestkranke Frau des Bürgermeisters am Karfreitag des Jahres 1684 geheilt worden sei und daraufhin der Bau einer Kapelle auf dem Rodenberg bei Menden gelobt wurde, verbunden mit einer jährlich am Karfreitag abzuhaltenden Prozession.
Der jeweils letzte Lauf der Prozession am Karsamstagmorgen wird auch „Brötchenprozession“ genannt.

## Ablauf

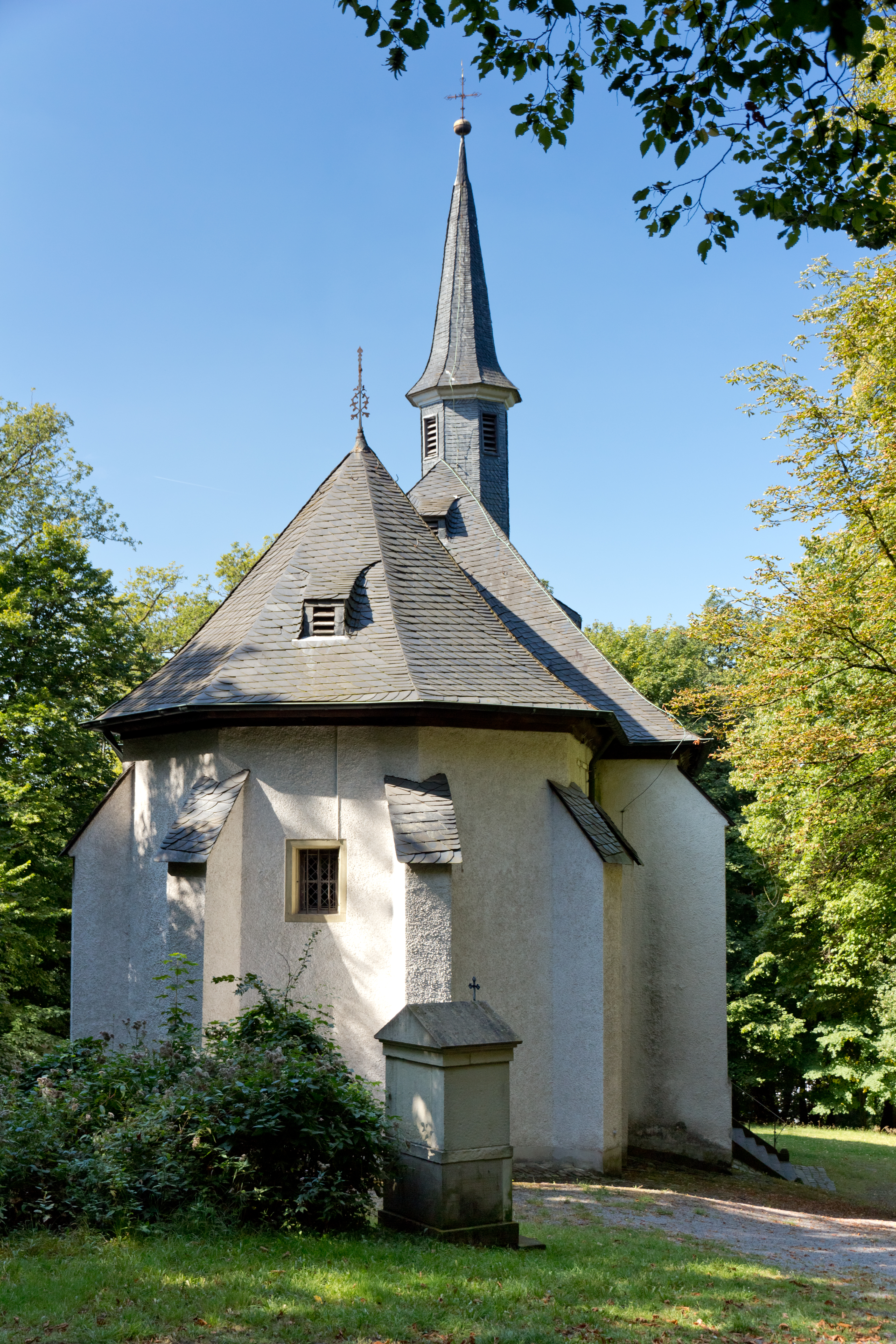
St.-Antonius-Kapelle

Die Mendener Kreuztracht ist einmalig, weil auf dem 2,5 km langen Weg von Gründonnerstagabend 21:00 Uhr bis Karsamstagmorgen 6:00 Uhr stündlich Läufer losgehen. Ausnahmen sind die Andachtszeiten der „Großen Kreuztracht“ am Karfreitagmorgen und zur Todesstunde Christi um 15:00 Uhr, wenn in verschiedenen Kirchen Gottesdienste und Andachten angeboten werden. Die Kreuzträger übergeben jeweils ein lebensgroßes Holzkreuz und tragen es auf dem traditionsreichen Weg von der St.-Vincenz-Kirche zum Rodenberg und zurück. Von der St.-Vincenz-Kirche geht es entlang des Kreuzweges durch die Stadt zur St.-Antonius-Kapelle auf dem Rodenberg, vorbei an 14 Stationen mit Heiligenhäuschen und Gedenksteinen. Der Lauf dauert zwei Nächte und einen Tag hindurch an.